# Нина Савина
Нина Васиљевна Савина (рус. Ни́на Васи́льевна Са́вина; Петроград, 29. септембар 1915 — Лењинград 1965) бивша је совјетска кајакашица, бронзана медаља на Олимпијским игара у Хелсинкију 1952.. Заслужни је мајстор спорта СССР 1952.

## Каријера
Савина је као седамнастогодишњакиња била првак СССР 1936. године победивши у кајаку једноседу на 1.000 метара. На истој дистанци освајала је првенства 1946, 1948 и 1951. У 1947. и 1948. Нина освојила првенство у кајаку једноседу на 2.000 метара, а од 1949. до 1952. године побеђивала је на дистанци од 3.000 метара. Побеђивала је и како чланица штафете 4 х 500 метара и у различитим дистанцама са кајаком двоседом.
Највећи успех била је бронзана медаља на Летњих олимпијских игара у Хелсинкију 1948. у веслању на кајаку једноседу К-1 на дистанци од 500 метара, иза Финкиње Силви Сајмо и Аустријанке Гертруде Либхарт.
Тренирала ја под руководством старијрг брата Нила Савина.

## Образовање
Године 1947. дипломирала је на 1. Медицинском институту у Лењинграду, а затим је радила као виши истраживач у Ленинградском научно-истраживачком институту за физичку културу.